# Klapasawit (Purwojati)
Klapasawit is een bestuurslaag in het regentschap Banyumas van de provincie Midden-Java, Indonesië. Klapasawit telt 1357 inwoners (volkstelling 2010).